# Arquieparquia uniata da Bielorrússia
Arquieparquia da Bielorrússia foi arquieparquia da Igreja uniata rutena na Bielorrússia. Existiu de 1828 a 1839. Territorialmente, abrangia Vitebsk, Mogilev, Bobruisk, Borisov, Dzisen, Igumen, Mazir, uezd de Rechitsk do gubernia de Minsk, gubernia da Curlândia, uezds de Zitomir e Ovrut do gubernia de Volínia e uezd de Radomisl do gubernia de Kiev. Foi parte da Metrópole de Kiev, Galícia e Toda a Rutênia.

## História
Em 1828, a arquieparquia de Polatsk foi extinta, suas terras passaram a fazer parte da recém-formada formada arquidiocese bielorrussa com sé em Polatsk.
Na década de 1830 a arquieparquia tinha mais de 1 milhão de paroquianos, cerca de 700 templos. Em 1834 o serviço segundo o rito oriental começou a ser restaurado.
Foi extinta como resultado da abolição da unia no Império Russo em 1839, resultado do Sínodo de Polatsk.

## Episcopado
- Josafá Bulgak (17 de abril de 1833 - 25 de fevereiro de 1838);[4]
- Basílio Luzinski (1838 - 6 de março de 1839) - Depois bispo ortodoxo.[5]